# Nicolae Ceausescu: un'autobiografia
Nicolae Ceausescu: un'autobiografia (Autobiografia lui Nicolae Ceausescu) è un documentario del 2010 diretto da Andrei Ujica. Narra venticinque anni di vita di Nicolae Ceaușescu utilizzando più di 1.000 ore di materiale originale proveniente dagli Archivi nazionali rumeni.